# Gdzie rosną poziomki
Gdzie rosną poziomki – polski film dokumentalny z 2006 roku zrealizowany przez Annę Ferens, poświęcony badaniom archeologiczno-ekshumacyjnym w Bykowni, miejscu mordu Polaków z tzw. ukraińskiej listy katyńskiej, wyprodukowany przez Telewizję Polską.
W kwietniu 2010 roku film uczestniczył w przeglądzie filmów dokumentalnych „Echa Katynia”, zorganizowanym przez Instytut Pamięci Narodowej.

## Nagrody
W 2008 roku film zdobył nagrodę „Beyond Borders” („Poza Granicami”) im. Krzysztofa Kieślowskiego na Nowojorskim Festiwalu Filmów Polskich (The New York Polish Film Festival) w uznaniu za „ocalenie od zapomnienia prawdy historycznej”.